# Gasoducto Centro Oeste
Gasoducto Centro Oeste — газопровід, який з'єднує родовища басейну Неукен в однойменній провінції Аргентини зі столичним регіоном.
За часом спорудження був другим– після NEUBA I — газопроводом, прокладеним з Неукен до Буенос-Айресу. На відміну від системи NEUBA, яка спочатку слідує у напрямку узбережжя після чого завертає на північ, трубопровід Centro Oeste спершу йде у північному напрямку через провінцію Ла-Пампа, а вже потім переходить на східний маршрут. Починається Gasoducto Centro Oeste в районі Лома-ла-Лата та слідує 1121 км до компресорної станції San Jerónimo (західніше столиці), яка є у нього спільною з газопроводом Norte.
Діаметр основної частини трубопроводу 760 мм. На час введення в експлуатацію у 1981 році пропускна здатність системи з двома компресорними станціями складала 5 млн.м3 на день. Після проведеної на початку 2000-х модернізації системи кількість компресорних станцій сягнула восьми, а пропускна здатність 18 млн.м3 на день.
Окрім газопостачання столичного регіону, Gasoducto Centro Oeste живить інші райони уздовж свого маршруту, зокрема одне з відгалужень прямує через провінції Сан-Луїс та Мендоса. Загальна довжина бокових ліній становить 2174 км.
В 2011-му до Centro Oeste під'єднали термінал для прийому ЗПГ Ескобар.